# NNTPGrab
NNTPGrab is een open source-newsreader voor Usenet en is beschikbaar voor Windows, Mac en Linux. De maker van NNTPGrab is 'Alguno', de beheerder van OpenFTD. De huidige versie is 0.7.2, uitgebracht op 28 mei 2012.

## Functies
- Het programma is meertalig, Nederlands en Engels
- Importeren van NZB-bestanden wordt ondersteund
- Downloaden over een beveiligde verbinding (SSL)
- Geïntegreerde NZB-zoekdienst
- Automatische PAR2-verificatie en reparatie
- Automatisch uitpakken van RAR-bestanden
- Automatisch importeren van NZB-bestanden
- Bedienbaar op afstand
- Ondersteuning voor downloaden van meerdere servers tegelijkertijd
- Ondersteuning om de computer automatisch af te sluiten na het voltooien van downloads
- Webinterface